# Guerra di Giava (1741-1743)
La guerra di Giava (detta anche Guerra cinese di Giava) fu uno scontro che durò dal 1741 al 1743 tra la comunità cinese a Giava e i giavanesi contro il governo coloniale olandese ed i suoi sostenitori. Si svolse nella parte centrale ed orientale dell'isola di Giava. Si concluse con la vittoria degli olandesi e la guerra contribuì alla caduta del Sultanato di Mataram e, indirettamente, alla fondazione del sunanato di Surakarta ed al sultanato di Yogyakarta.
Dopo anni di crescente sentimento anti-cinese, le forze olandesi massacrarono 10 000 cinesi a Batavia (attuale Giacarta) nell'ottobre del 1740, ma un gruppo di sopravvissuti guidato da Khe Pandjang si portò oltre lo stretto di Sundra, puntando poi ad est alla volta di Semarang sull'isola di Giava. Malgrado le insurrezioni, il comandante militare delle forze della compagnia olandese delle Indie orientali, Bartholomeus Visscher, ignorò i suoi consiglieri e non preparò i rinforzi necessari a contrastare il risentimento popolare. Con l'evolversi della situazione, Pakubuwono II, sunan di Mataram, decise di supportare i cinesi pur continuando formalmente a dare il proprio appoggio agli olandesi.
Dopo le prime sconfitte il 1 febbraio 1741 a Pati, gli insorti cinesi si portarono nella parte centrale di Giava dove si incontrarono con altri ribelli giavanesi, cercando così di convincere gli olandesi che tutta la popolazione locale era contro di loro. L'esercito sino-indonesiano catturò quindi Rembang, Tanjung e Jepara, e si pose quindi all'assedio di Semarang nel giugno del 1741. In risposta, Visscher ordinò l'ordine di eliminare fisicamente ogni cinese presente sull'isola di Giava. Il principe Cakraningrat IV di Madura offrì la propria alleanza agli olandesi, proponendosi di uccidere i cinesi che fosse riuscito a trovare con le sue truppe e nel contempo di schiacciare la rivolta nella parte orientale di Giava.
Sul finire del 1741, l'assedio a Semarang venne interrotto dal momento che l'esercito di Pakubuwono II decise di abbandonare il campo quando comprese che gli olandesi disponevano di forze maggiori. La campagna militare del 1742 portò Pakubuwono II alla resa ed al cambio di bandiera; dal momento che alcuni principi giavanesi erano intenzionati a continuare al guerra, il 6 aprile Pakubuwono II venne rinnegato dalla rivoluzione e suo nipote, Raden Mas Garendi, venne prescelto quale nuovo sovrano. Gli olandesi ripresero le città della costa settentrionale di Giava ed i ribelli attaccarono la capitale di Pakubuwono II, Kartosuro, costringendo il sunan all'esilio con la sua famiglia. Cakraningrat IV riprese la città nel dicembre del 1742, e dall'inizio del 1743, gli ultimi cinesi si arresero. Dopo la guerra, gli olandesi condivisero il controllo di gran parte di Giava con Pakubuwono II, col quale sottoscrissero un trattato.

## Antefatto

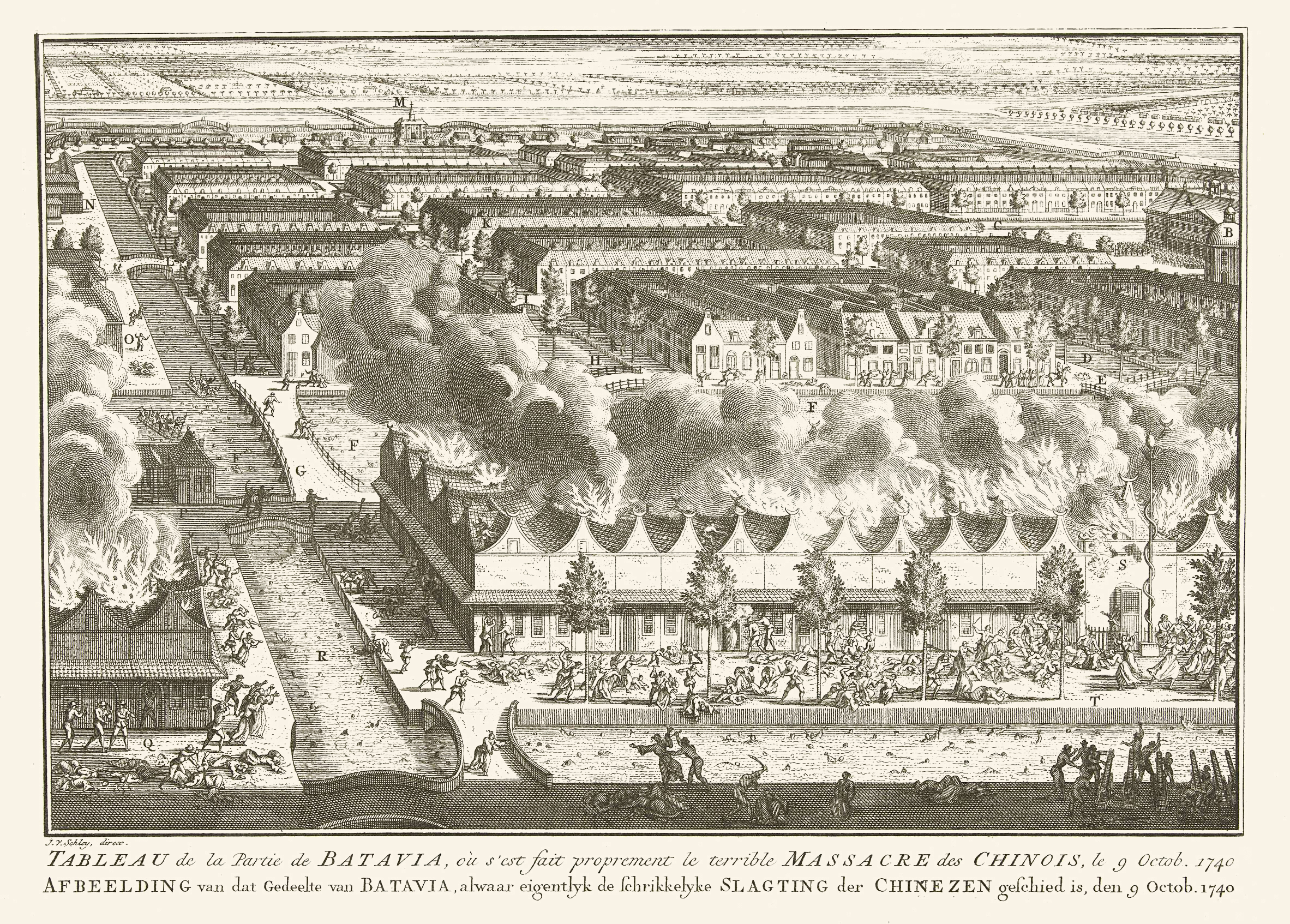
Il massacro di 10000 cinesi a Batavia fu una delle principali cause della guerra.

Dopo un lungo periodo di repressione da parte del governo coloniale olandese, i cinesi di Batavia (attuale Giacarta) insorsero in rivolta il 7 ottobre 1740, uccidendo cinquanta soldati olandesi a Meester Cornelis (attuale Jatinegara) ed a Tanah Abang. Questa vittoria venne repressa dal governatore generale Adriaan Valckenier che inviò 1 800 uomini, assieme con la schutterij (milizia) e undici battaglioni di coscritti verso due aree; venne imposto un coprifuoco a tutti i cinesi entro le mura cittadine per evitare che essi potessero complottare contro gli olandesi. Quando un gruppo di 10 000 cinesi delle vicine Tangerang e Bekasi venne bloccato ai cancelli della città il giorno successivo, Valckenier convocò immediatamente un consiglio d'emergenza per il 9 ottobre successivo. Il giorno dell'incontro, gli olandesi ed altri gruppi etnici presenti a Batavia iniziarono a uccidere tutti i cinesi in città, portando a quasi 10 000 morti in due settimane circa.
Verso la fine di ottobre del 1740, i sopravvissuti al massacro, guidati da Khe Pandjang tentarono di portarsi a Banten ma vennero bloccati da 3 000 uomini del sultanato locale. I sopravvissuti si portarono quindi ad est, verso Semarang. Pur essendo stato avvistato di un'imminente sommossa cinese dal tenente Que Yonko, il comandante militare di Giava, Bartholomeus Visscher, sminuì di molto l'azione, sottovalutandola. Pur costituendo una minoranza a Giava, i cinesi avevano iniziato però a stringere alleanze coi giavanesi che erano il principale gruppo etnico sull'isola.
Alcune delle principali famiglie giavanesi come i Semaran Adipati ed i Jayaningrat avevano infatti lontane origini cinesi.

## 1741

### I conflitti iniziali
Il 1 febbraio 1741, il caporale Claas Lutten venne ucciso nella sua casa di Pati da un gruppo di 37 insorti cinesi armati di spade, lance e roncole; il gruppo procedette quindi al saccheggio della sua casa. Gli insorti vennero ben presto inseguiti da un gruppo di soldati giavanesi al comando del reggente di Kudus. Anche se alcuni di loro riuscirono a sfuggire, uno venne catturato ed ucciso e la sua testa tagliata venne posta su un palo al centro della piazza principale di Semarang come avvertimento per ulteriori insorti. Nel frattempo, nelle vicine Demak e Grobogan i cinesi si riunirono in una grande assemblea per eleggere il loro nuovo rappresentante, Singseh, il quale ebbe il titolo di imperatore e li portò all'idea di fondare una loro propria nazione sull'isola. Il successo delle truppe giavanesi nel bloccare l'insurrezione rassicurò Visscher, malgrado i consigli di Yonko.
All'epoca, infatti, Visscher e le sue truppe, composte da 90 olandesi e 208 indonesiani, si trovavano infatti senza rinforzi ulteriori. Per rendere sicura la sua posizione, inviò la richiesta per ottenere l'aiuto dei reggimenti e dei capi locali affinché catturassero o uccidessero tutti i sospettati filo-cinesi; anche se la prospettiva era di interesse comune, alcuni sovrani come il sunan Pakubuwono II di Mataram, si dimostrarono più cauti nell'impresa, dichiarandosi incerti dell'esito etico di quell'azione.
Nel periodo di consultazione che si presero tra la fine del 1740 ed il luglio del 1741, Pakubuwono II ed i suoi consiglieri dibatterono a lungo sui possibili benefici dell'alleanza con i cinesi oppure nel miglioramento delle relazioni con gli olandesi. Pakubuwono II pagò quindi segretamente 2 000 reales a Mas Ibrahim per iniziare ad attaccare la Compagnia olandese delle Indie orientali ed i suoi possedimenti; egli chiese ai suoi comandanti militari principali, i signori di Jayaningrat e Citrasoma, di rimanere neutrali nel conflitto e di permettere la fuga a quanti più cinesi fosse stato possibile. Mertopuro di Grobogan, fu uno dei più propensi alla resistenza attiva. Visscher, che pure ricevette la notizia della defezione di Pakubuwono II, continuava a confidare nel fatto che il sunan rimanesse fedele alla causa della compagnia come aveva dimostrato in passato.

### L'instabilità di Visscher e le prime sconfitte
Quando le forze cinesi, che avevano ormai raggiunto le 1 000 unità e minacciavano di tagliare le linee di rifornimento a Semarang, giunsero a Tanjung nell'aprile del 1741, Visscher disse al reggente di occuparsi di loro; ad ogni modo, le forze del reggente si bloccarono, rifiutandosi di muovere un solo passo sino a quando non avessero ricevuto un pagamento in riso di alta qualità. Dopo che Yonko ebbe inviato il riso richiesto, gli uomini del reggimento si portarono a Tanjung, dove fecero il loro dovere contro i ribelli. I ribelli riuscirono però ad occupare un locale mulino per la lavorazione dello zucchero. A Grobogan, Mertopuro, armato di armi su commissione del comando militare olandese, mise in atto un attacco ai ribelli cinesi. Quando gli olandesi giunsero sul posto, Mertopuro mostrarono le ferite da proiettili sui cavalli - inflitte dai suoi stessi uomini - come prova del loro combattimento.
Per le continue pressioni dei cinesi, Visscher inviò l'ordine alle fortezze dei inviare delle compagnie lungo la costa nord affinché reclutassero quanti più possibili tra nativi, non giavanesi, mercenari e quant'altri; egli ordinò inoltre ai reggenti di Pati, Jepara, Kudus e Cekalsewu, che si trovavano a Semarang per un meeting militare, di inviare delle truppe a tagliare la via di fuga agli insorti. I reggenti, leali a Pakubuwono II, inviarono 540 uomini a Tanjung, ma si portarono segretamente a Kartosuro. Quando le truppe giunsero sul posto, ad ogni modo, finsero un attacco e si riportarono a Semarang. Quando Visscher si rese conto che i reggenti erano spariti, Pakubuwono II gli disse che li avrebbe rimandati con 6 000 soldati, chiedendo a Visscher di assicurarsi una degna ricompensa presso il quartier generale di Batavia.
Giunse quindi la notizia che migliaia di cinesi si erano uniti ai soldati giavanesi presso Grobogan, appena fuori Semarang. Il 1 maggio, Visscher venne raggiunto dal capitano Rudolph Carel von Glan, il quale gli chiese perché Visscher non avesse fatto nulla per fermare la rivolta. Visscher rispose arrabbiato che non erano affari di Glan. Il giorno successivo, dopo aver questionato con Jeronimus Tonnemans Jr., Yonko e Anko, Visscher divenne sempre più irascibile, rompendo un tavolo a metà e urlando contro i suoi stessi consiglieri. Quando Yanko scomparve dopo l'incontro, Anko disse a Visscher che questi aveva deciso di aderire alla causa dei ribelli cinesi. Visscher, impazzì completamente prendendo la sua carrozza e fuggendo verso le mura della città, contro le quali si schiantò.
Il giorno successivo, Visscher lasciò il controllo della gestione degli affari militari a Glan. Poco dopo gli giunse la notizia certa del fatto che Yonko si era unito agli insorti, ma che nella notte era stato derubato ed era caduto in un profondo stato di depressione che lo aveva portato a piangere sulla tomba di suo figlio a Peterongan. Questo sembrò rimettere in sesto Visscher, il quale riprese il comando militare il 4 maggio, ma ordinò a tutti i soldati di ritornare alle loro abitazioni. Diversi giorni dopo, i quattro reggenti di Tuban, Grobogan, Kaliwungu e Kendal giunsero a Semarang, con la notizia che i 6 000 uomini richiesti erano in viaggio.
Malgrado fosse stato avvisato di essere in pericolo se si fosse posto contro la Compagnia olandese delle Indie orientali, l'11 maggio Pakubuwono II chiese che tutti i reggenti della costa gli giurassero fedeltà. Il 13 maggio fece lo stesso coi membri della sua corte. Ad ogni modo, alcuni giorni dopo, il secondo in linea di successione al trono, il principe Ngabehi Loringpasar, il fratello maggiore di Pakubuwono II, il principe Tepasana, e sua madre la regina Amangkurat, si schierarono apertamente contro la rivoluzione; il capitano Johannes van Velsen, residente olandese a Kartasura, fece rapporto a Visscher sul fatto che il sunan era stato ormai persuaso a combattere contro i ribelli e non vi erano ulteriori pericoli. Pakubuwono II era invece sempre più certo di volersi unire alla causa dei ribelli cinesi.
Il 23 maggio, circa 1 000 cinesi lasciarono Tanjung e si portarono ad est, assaltando l'avamposto di Juwana, difeso da quindici uomini, come del resto quello di Rembang. Sebbene il residente olandese ed altri cinque fossero fuggiti, gli olandesi riportarono numerose perdite e persino degli atti di cannibalismo. Il signore di Demak, avendo avuto questa notizia e che 3 000 cinesi si trovavano fuori dalle mura della sua città, chiese il permesso di ritirarsi a Semarang. Considerando Demak la difesa chiave della sua città, Visscher rifiutò di accordargli questo permesso, e gli inviò invece un centinaio di truppe native di rinforzo. Il residente di Demak venne richiamato a Semarang, lasciando la difesa del forte a Mertopuro. Rembang cadde il 27 luglio, Jepara quattro giorni più tardi.

### L'assedio di Semarang e le ulteriori perdite degli olandesi

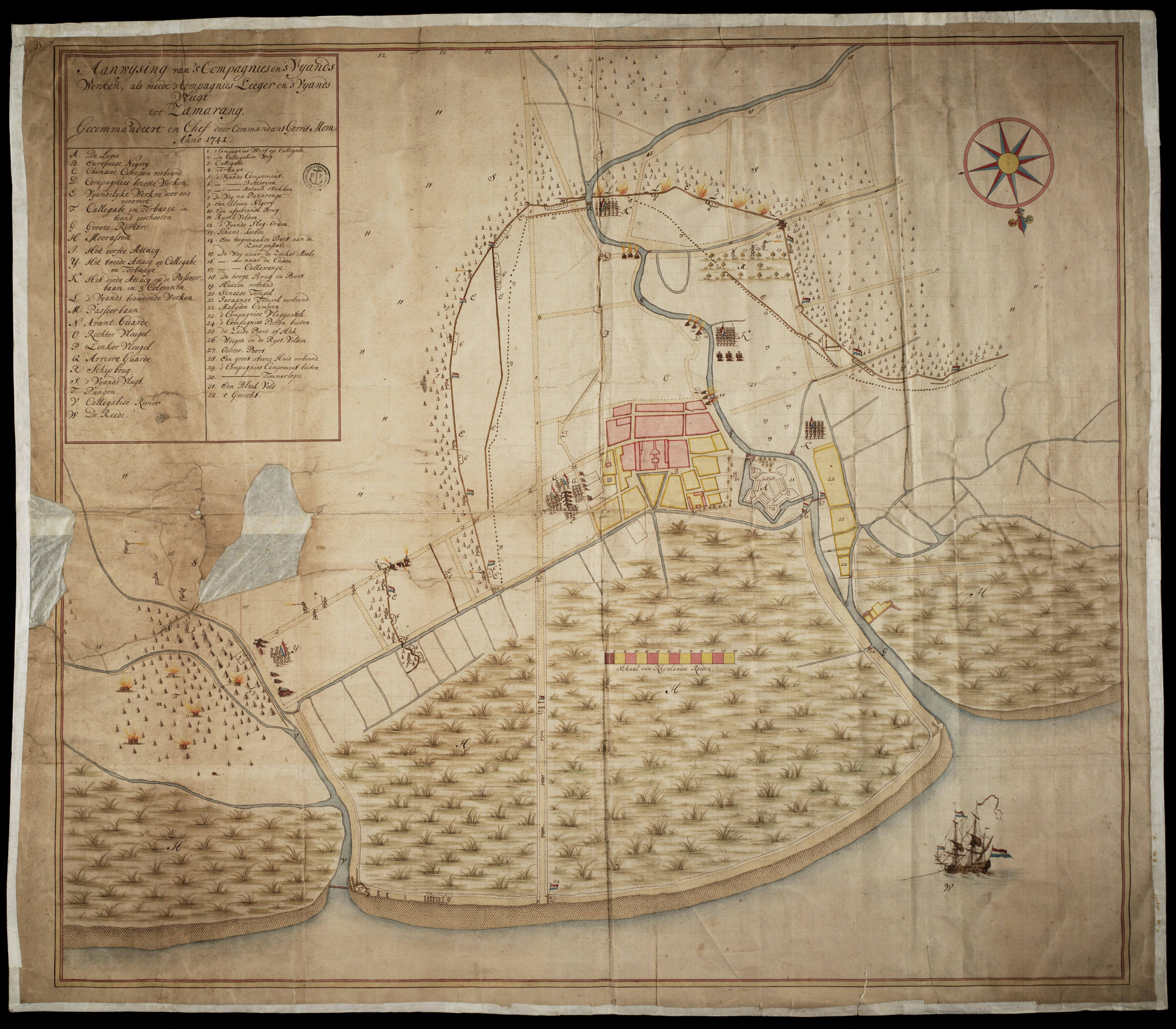
Mappa che illustra la situazione a Semarang. Il forte (al centro) venne circondato da truppe cinesi e giavanesi.

I cinesi provenienti da Tanjung presto raggiunsero Semarang e vi posero assedio, assistiti dalle truppe precedentemente inviate per distruggerli. Visscher, temendo che le sue truppe non sarebbero state sufficienti, chiese ulteriori rinforzi a Pakubuwono II. Pakubuwono II concordò nell'invio di alcune unità di artiglieria, ma segretamente egli continuò a rifornire anche i cinesi. Quando la spedizione sino-giavanese raggiunse le mura della città, all'inizio di giugno Visscher ordinò una controspedizione punitiva composta da 46 soldati europei e 146 indonesiani, assistiti da truppe giavanesi al comando del governatore di Semarang, Dipati Sastrawijaya. Questa spedizione su scontrò col nemico presso le colline di Bergota. Appena fuori dalle mura, i giavanesi disertarono ed altri gruppi abbandonarono la spedizione al primo contatto coi cinesi. Dopo l'uccisione di diversi cinesi, i soldati olandesi fecero ritorno alla fortezza.
Il giorno successivo, gli olandesi assaltarono le case di tutti i cinesi presenti, compresa quella di Anko. Quando nella sa casa vennero trovate armi e munizioni, Anko si giustificò dicendo che erano dei ricordi della guerra del 1718. Non credendo ad Anko, gli olandesi lo arrestarono con Yanko, li imprigionarono per qualche tempo e poi li fecero decapitare; Visscher ordinò quindi l'esecuzione di tutti i cinesi. Il 14 giugno, Visscher ordinò che il quartiere cinese appena fuori dalla fortezza fosse raso completamente al suolo. Malgrado la superiorità numerica dei cinesi, questi non riuscirono ad avere la meglio sugli olandesi.
Con ulteriori sommosse ad est di Giava, la Compagnia olandese delle Indie orientali venne avvicinata dal principe Cakraningrat IV di Madura, che offrì la propria alleanza agli olandesi se questi ultimi gli avessero dato sostegno nel mantenere la stabilità nel proprio regno; Cakraningrat IV, già guerriero per Mataram, era stato a suo tempo estromesso dalle decisioni di Pakubuwono II ed era ormai pronto a muovere guerra alle forze del sunan. Dopo l'accordo con gli olandesi, Cakraningrat IV tagliò ogni collegamento con Mataram, facendo tornare sua moglie (sorella di Pakubuwono II), a Kartosuro. Durante i mesi di giugno e luglio, le truppe di Cakraningrat IV tentarono di uccidere tutti i cinesi che trovarono, dapprima iniziando a Madura e poi spostandosi a Tuban, Surabaya, Jipang e Gresik. Dal 12 luglio, tutti i cinesi nelle aree di Surabaya e Gresik erano fuggiti o erano morti.
Il 9 luglio Pakubuwono II ordinò l'esecuzione del principe Tepasana e di un altro fratello minore, accusati di essere degli informatori per conto di Velsen; le loro famiglie, incluso il figlio adolescente di Tepasana, Raden Mas Garendi, vennero esiliate. Pakubuwono II ben presto mostrò apertamente il proprio sostegno alla causa della ribellione cinese. Le se truppe penetrarono nel villaggio degli olandesi con il pretesto di aiutare gli olandesi a difendersi da un attacco cinese preparato per il 20 luglio. Una volta all'interno, i soldati giavanesi aprirono il fuoco, sorprendendo così gli olandesi; malgrado l'essere stati colti di sorpresa e l'aver perso 35 uomini nell'attacco iniziale, gli olandesi furono in grado di tenere duro per tre settimane. Ad ogni modo, dopo che i cinesi furono entrati in conflitto, la guarnigione cadde e Velsen venne giustiziato, mentre alle truppe rimaste venne concessa l'opportunità di aver salva la vita se si fossero convertiti all'Islam. Gli olandesi che accettarono vennero circoncisi ed i giavanesi presero le donne e i bambini come bottino di guerra. Nel frattempo, le truppe di Khe Pandjang vennero scacciate da Bekasi e vennero ad unirsi con 1000 soldati al comando del capitano Ismail per prendere la città di Tegal.
Il 25 July, il sostituto di Visscher, Abraham Roos (inviato già a metà di luglio quando Visscher aveva iniziato a dare i primi segni di pazzia) giunse a Semarang con 170 uomini, solo per notare che non solo la Compagnia olandese delle Indie orientali controllava la fortezza, ma gli europei vi avevano una posizione solida. Dopo l'arrivo di Roos, il governo olandese iniziò ad inviare ulteriori rinforzi, con un totale di 1 400 olandesi e 1 600 indonesiani. Al novembre del 1741, le fortezze della Compagnia a Semarang vennero circondate da 3 500 cinesi e 20 000 giavanesi, armati di 30 cannoni, contro soli 3 400 tra olandesi e truppe lealiste. Malgrado l'inferiorità numerica, gli olandesi disponevano di una superiore potenza di fuoco e di una miglior tattica il che portò a disperdere le truppe di Pakubuwono II e l'assedio venne interrotto.

## 1742-1743

### La caduta di Kartosuro
All'inizio del 1742, Pakubuwono II capitolò nelle mani degli olandesi. A marzo di quell'anno, un gruppo di sette olandesi guidati dal capitano Johan Andries, barone van Hohendorff, giunse a Kartosuro per proporre i termini della resa. Sebbene in un primo momento gli olandesi avessero chiesto la restituzione del giovane principe ereditario Loringpasar, il primogenito del principe Notokusumo, ed il principe Pringgalaya che erano ostaggi, Loringpasar venne poi rimpiazzato con la regina Amangkurat dal momento che ella appariva troppo malata per continuare la prigionia.
Tutt'altro che intenzionato a tollerare che suo figlio passasse nelle mani degli olandesi, Notokusumo, pose quindi assedio alla città di Semarang, fingendo un attacco ai cinesi dove preferì sacrificare i più feriti o i malati permettendo ai soldati più in forma di fuggire, così da dare all'apparenza un giuramento di fedeltà. Si portò quindi a Kartosuro nel tentativo di recuperare suo figlio, ma gli venne chiesto di ripulire l'area di Demak da altre eventuali presenze cinesi. Notokusumo accettò dopo le prime incertezze iniziali, portandosi dapprima a Semarang. Ad ogni modo, al suo arrivo a Semarang, venne arrestato dal nuovo comandante dell'esercito, Hugo Verijsel, con la benedizione di Pakubuwono II. Verijsel prese quindi con sé 300 soldati olandesi e 500 nativi per ripulire l'area attorno a Kartosuro, ma venne fermato a Salatiga quando con le sue truppe finì sotto attacco dei nemici; Verijsel si ritirò ad Ampel.
Per ritardi con gli olandesi, il 6 aprile Pakubuwono II venne rinnegato dai principi che ancora combattevano e dagli insorti cinesi. I capi della ribellione scelsero Garendi come nuovo sunan; Garendi prese il nome di sunan Kuning. Il 19 giugno, venne riportato che le truppe di Notokusumo, ora sotto il comando di Kyai Mas Yudanagara, si stavano muovendo verso Kartosuro per porre Kuning sul trono. Il 30 giugno, giunsero a Kartosuro assieme alle truppe di Khe Pandjang ed attaccarono la città. Dal momento che circa 2 000 soldati di Pakubuwono II stavano ancora combattendo, l'ormai ex sunan e la sua famiglia, fuggirono a cavallo, trovando salvezza dopo aver attraversato il fiume Solo. Pakubuwono II promise ufficialmente di lasciare il controllo di tutta la costa e la nomina del suo nuovo patih (primo ministro) agli olandesi se questi lo avessero aiutato a riprendere il suo trono.

### Restauro del controllo olandese
All'inizio di luglio, Verijsel ricevette 360 soldati ambonesi, guidati da Kraeng Tanate, in suo aiuto per la difesa di Semarang. Il 21 luglio, il capitano Gerrit Mom giunse da Sulawesi con 800 soldati ed ulteriori rinforzi. Mom e Tanate vennero quindi inviati a ricatturare Demak, occupata da 4 000 ribelli al comando del generale cinese Singseh e del generale giavanese Raden Suryakusuma. La successiva battaglia durò per parecchi giorni e portò ad una vittoria degli olandesi.
Le truppe olandesi proseguirono verso Kudus, dove erano giunti circa 2 000 cinesi da Kartosuro. Con il loro numero rafforzato da ulteriori truppe guidate da Ngabehi Secanegara da Jepara e dal capitano Hendrik Brule da Semarang, Mom e Tanate ripresero la città senza combattere il 28 agosto. Dopo la ricattura di Demak e Kudus, i reggenti rimasti si arresero ed ottennero il perdono di Pakubuwono II.
La coalizione sino-giavanese continuò però a mantenere saldamente Kartosuro sino al dicembre del 1742, venendo scacciata solo grazie all'intervento di Cakraningrat IV: questi inizialmente era intenzionato a costituire in loco un proprio regno ed a far giustiziare Pakubuwono II perché fosse d'esempio per gli altri "re senza fede", ma ben presto tornò al palazzo di Pakubuwono II quando gli olandesi minacciarono di muovergli guerra. Ad ogni modo, le relazioni tra i due continuarono a rimanere molto tese. Sebbene ai giavanesi fosse stato permesso di fuggire senza problemi, i cinesi fuggirono quasi tutti nella vicina Prambanan dopo la battaglia campale di Asem. Due mesi dopo i cinesi, accompagnati dal noto capo giavanese Pakunegara, tentarono l'ultima carta ma vennero sconfitti e costretti a tornare ai piedi delle colline lungo la costa meridionale. Venne proclamata un'amnistia generale e Singseh si arrese a Surabaya. Dopo la sua cattura, Singseh venne inviato dagli olandesi a Ceylon (attuale Sri Lanka), dove trascorse il resto della sua vita.

## Conseguenze
Anche se Pakubuwono II venne rimesso sul trono dagli olandesi, all'inizio del 1743 venne costretto a firmare un trattato specifico. Oltre a spostare la sede del proprio palazzo nella vicina Solo, Pakubuwono II venne obbligato a pagare 8 600 tonnellate di riso ogni anno come tributo agli olandesi ed a proibire ai giavanesi di salpare al di fuori delle isole di Giava, Madura e Bali. Pakubuwono II morì nel 1749, odiato da molti anche per il fatto di aver ripreso il trono solo grazie alla collaborazione degli olandesi. Disaccordi interni in seguito alla morte di Pakubuwono II portarono alla divisione del suo regno in due regni minori, il sunanato di Surakarta con capitale a Solo sotto la guida di Pakubuwono III, ed il sultanato di Yogyakarta con capitale a Yogyakarta sotto il controllo di Mangkubumi.
Il principe Cakraningrat IV non ricevette le terre promesse, ma venne al contrario isolato a Madura. Tutt'altro che intenzionato ad accettare quello che egli vedeva come un tradimento da parte degli olandesi, aderì ad una nuova ribellione nel 1745; dopo che suo figlio si fu arreso agli olandesi, Cakraningrat IV fuggì a Banjarmasin, nel Borneo, ma venne catturato e posto in esilio al Capo di Buona Speranza dal 1746.
La Compagnia olandese delle Indie orientali, pur avendo ottenuto molti territori costieri, era ormai "in avanzato stato di fallimento". Secondo il noto studioso indonesiano Merle Calvin Ricklefs, il nuovo sultano di Yogyakarta, Mangkubumi, divenne da quel momento "il nemico più pericoloso [degli olandesi] nel XVIII secolo".
Il governo indonesiano di Joko Widodo ed il ministro dell'interno Tjahjo Kumolo eressero un monumento alle vittime del massacro di Batavia del 1740 per commemorare i giavanesi ed i cinesi che combatterono contro i coloni olandesi che si vendicarono operando il massacro.